# Heinrich Grafenhorst

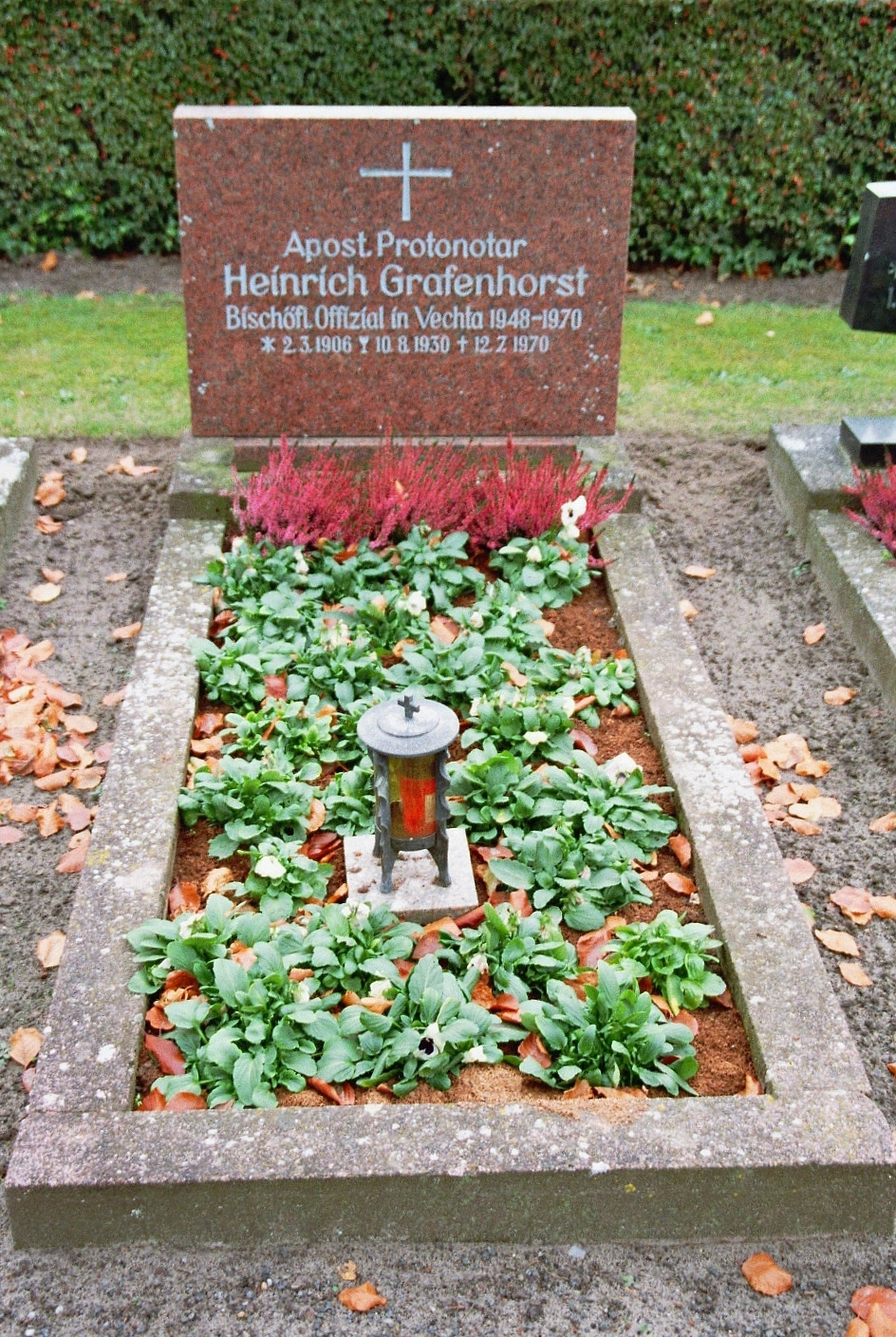
Grafenhorsts Grab in Vechta

Heinrich Grafenhorst (* 2. März 1906 in Kneheim; † 12. Juli 1970 in Vechta) war ein deutscher katholischer Priester und Bischöflich Münsterscher Offizial in Vechta.

## Leben
Heinrich Grafenhorst wurde in eine kinderreiche Bauernfamilie geboren. Er wuchs auf Bauernhöfen nahe Meppen und in der Bauerschaft Hagel bei Bunnen auf. Er besuchte das Gymnasium Marianum der Maristen in Meppen und das Realprogymnasium in Cloppenburg, an dem er 1925 das Abitur ablegte. Anschließend studierte er an den Universitäten in Münster und Innsbruck katholische Theologie und Philosophie. 1930 wurde er zum Priester geweiht.
Grafenhorst war Vikar in Steinfeld und ab 1931 in der Kirchengemeinde St. Peter in Oldenburg. Dort war er zugleich Gefängnisseelsorger. In Oldenburg waren die Dominikaner Laurentius Siemer, Thomas Stuhlweißenburg, der ehemalige Provinzial, und Titus Horten in Gestapo-Haft. Vikar Grafenhorst versuchte, Erleichterungen ihrer Haftbedingungen zu erwirken. Ab 1938 war er Kaplan in Essen (Oldenburg) und ab 1940 Kaplan und Marine-Standortpfarrer in Wangerooge. 1942 wurde er, erst 36 Jahre alt, zum Pfarrer von St. Marien in Wilhelmshaven ernannt. Wilhelmshaven wurde durch den Bombenkrieg schwer getroffen. Nach Kriegsende kam die Not der Heimatvertriebenen hinzu, die in die zerstörte Stadt strömten. Pfarrer Grafenhorst organisierte Lebensmittelsammlungen bei den Bauern seiner südoldenburgischen Heimat, um ihren Hunger zu lindern.
1947 wurde Grafenhorst zum Pfarrer von St. Peter in Oldenburg ernannt und zum Dechanten des Dekanates Oldenburg, das damals die gesamte nordoldenburgische Diaspora (das Gebiet der einstigen Grafschaft Oldenburg) umfasste.
Nachdem Bischof Michael Keller Johannes Pohlschneider zu seinem Generalvikar berufen hatte, ernannte er Heinrich Grafenhorst mit Wirkung zum 1. Dezember 1948 zu dessen Nachfolger im Amt des Bischöflichen Offizials für den oldenburgischen Teil des Bistums Münster mit Sitz in Vechta.
Grafenhorst engagierte sich mit zahlreichen Neugründungen von Pfarreien, Kirchen und kirchlichen Einrichtungen für die Festigung der katholischen Kirche in seinem Sprengel, insbesondere durch die Integration der katholischen Vertriebenen aus den deutschen Ostgebieten.
Grafenhorst war ein Vorreiter der praktischen Ökumene. In einer Zeit, als mit „Ökumene“ oft das Gespräch zwischen den christlichen Konfessionen zum wechselseitigen Kennenlernen und zur Überwindung alter Vorurteile gemeint war, ging Grafenhorst, der mit Gerhard Jacobi, dem Bischof der Evangelisch-Lutherischen Kirche in Oldenburg, befreundet war, einen Schritt weiter. Er schlug vor, nicht nur miteinander zu sprechen, sondern miteinander zu beten. Im April 1970 feierten Oldenburger Christen in der Lambertikirche erstmals einen ökumenischen Gottesdienst.
1949 wurde Grafenhorst nichtresidierender Domkapitular in Münster.
1954 wurde er von Kardinal-Großmeister Nicola Kardinal Canali zum Ritter des Ritterordens vom Heiligen Grab zu Jerusalem ernannt und am 8. Dezember 1954 im Kölner Dom durch Lorenz Jaeger, Großprior der deutschen Statthalterei, investiert. Er war zuletzt Komtur des Ordens.

## Ehrungen und Auszeichnungen
- Ernennung zum Päpstlichen Hausprälaten durch Papst Pius XII. (1951)
- Ritterschlag im Ritter vom Heiligen Grab (1954)
- Ernennung zum Apostolischen Protonotar durch Papst Paul VI. (1966)
- Verleihung des Großen Niedersächsischen Verdienstkreuzes